# Abebe Dinkesa
Abebe Dinkesa Negera (ook wel Abebe Dinkessa) (Dendhi bij Ambo, Oromiyaa, 6 maart 1984) is een Ethiopische atleet, die gespecialiseerd is in de lange afstand. Hij was met name succesvol op de 10.000 m en de 10 km. Op de halve marathon werd hij Ethiopisch kampioen.

## Biografie
Negera is geboren als tweede van drie kinderen. Zijn ouders zijn graanboeren. Toen hij 13 jaar oud was nam zijn oom hem mee van Dendhi naar Ambo in zijn winkel om te werken en te studeren. In deze tijd begon hij ook met hardlopen naar zijn school die 10 km verderop lag. Na drie jaar moest de winkel noodgedwongen stoppen en kon hij fulltime gaan trainen. In 2001 nam hij deel aan trials voor het WK halve marathon dat jaar. Hij liep zonder schoenen en eindigde op een 90e plaats. Ondanks zijn lage klassering was hij blij met zijn idool Haile Gebrselassie gelopen te hebben.  
In 2004 boekte hij zijn eerste grote succes door een zilveren medaille te winnen op de 10.000 m bij de Afrikaanse kampioenschappen. Met een tijd van 28.10,49 eindigde hij slechts drie seconden achter de Keniaan Charles Kamathi. In datzelfde jaar toonde hij blijk van zijn kunnen door de Great Ethiopian Run te winnen en nationaal kampioen te worden op de halve marathon. Het jaar erop werd hij zevende op de 10.000 m bij de wereldkampioenschappen in Helsinki en vijfde op het WK halve marathon in Edmonton.
In 2006 won hij een bronzen medaille op de 10.000 m bij de Afrikaanse kampioenschappen en in 2008 werd hij zevende op het WK halve marathon die dit jaar gehouden werden in Rio de Janeiro.
In 2012 begon hij met het lopen van marathons, maar was hier minder succesvol in dan op de kortere afstanden.

## Titels
- Ethiopische kampioen halve marathon - 2004

## Persoonlijke records
Baan
| Onderdeel | Prestatie | Datum        | Plaats  |
| --------- | --------- | ------------ | ------- |
| 3000 m    | 7.40,00   | 26 juli 2008 | Londen  |
| 5000 m    | 12.55,58  | 1 juli 2005  | Parijs  |
| 10.000 m  | 26.30,74  | 29 mei 2005  | Hengelo |

Weg
| Onderdeel      | Prestatie | Datum             | Plaats    |
| -------------- | --------- | ----------------- | --------- |
| 10 km          | 28.15     | 14 september 2008 | Rotterdam |
| 15 km          | 42.42     | 14 september 2008 | Rotterdam |
| 20 km          | 58.26     | 12 mei 2012       | Göteborg  |
| halve marathon | 1:00.03   | 14 september 2008 | Rotterdam |
| 25 km          | 1:14.46   | 21 oktober 2012   | Amsterdam |
| marathon       | 2:14.33   | 27 januari 2012   | Dubai     |

Indoor
| Onderdeel   | Prestatie | Datum           | Plaats    |
| ----------- | --------- | --------------- | --------- |
| 3000 m      | 7.44,31   | 4 februari 2006 | Stuttgart |
| 2 Eng. mijl | 8.28,22   | 28 januari 2006 | Boston    |

## Palmares

### 3000 m
- 2002: 4e Janusz Kusocinski Memorial in Warschau - 8.04,08
- 2002: 4e Internationales Leichtathletik-Meeting in Rhede - 7.56,41
- 2004: 5e Norwich Union Super Grand Prix in Gateshead - 7.57,73
- 2008: 4e Aviva London Grand Prix in Londen - 7.40,00

### 5000 m
- 2002:  Papendal Games in Arnhem - 13.40,33
- 2002:  Keien Meeting in Uden - 13.53,94
- 2004:  Nacht van de Atletiek - 13.23,85
- 2004:  EAA Internationale in Brasschaat - 13.35,90
- 2005:  Meeting Gaz de France - 12.55,58
- 2008: 4e Notturna di Milano in Milaan - 13.12,22

### 10.000 m
- 2004:  FBK Games - 27.23,60
- 2004:  Afrikaanse kamp. in Brazzaville - 28.10,49
- 2005:  Ethiopische kamp. in Addis Ababa - 28.39,07
- 2005:  FBK Games - 26.30,74
- 2005: 7e WK in Helsinki - 27.13,09
- 2006:  Afrikaanse kamp. in Bambous - 28.05,07
- 2008:  Meeting Internazionale di Atletics Leggera in Pergine - 27.17,27
- 2009:  Ethiopische kamp. in Addis Ababa - 28.47,14
- 2009:  Utrecht Night of 10,000m - 27.17,49
- 2009:  Meeting Lille Metropole in Villeneuve d'Ascq - 27.40,85

### 10 km
- 2004:  Zwitserloot Dak Run in Groesbeek - 28.23,5
- 2004:  Great Ethiopian Run - 29.57
- 2004:  São Silvestre da Amadora - 28.39
- 2005:  Corsa Internazionale di San Silvestro in Bolzano - 28.38,9
- 2006:  Tout Rennes Court - 28.38

### 15 km
- 2006:  Zevenheuvelenloop - 42.42,8

### 10 Eng. mijl
- 2006: 13e Dam tot Damloop - 49.04,8
- 2010: 7e Dam tot Damloop - 47.26

### halve marathon
- 2004:  Ethiopische kamp. - onbekend
- 2004: 10e WK in New Delhi - 1:04.06
- 2005: 5e WK in Edmonton - 1:01.53
- 2008: 7e WK in Rio de Janeiro - 1:03.04
- 2011:  halve marathon van Egmond - 1:03.10
- 2012: 5e halve marathon van Göteborg - 1:01.38

### marathon
- 2012: 25e marathon van Dubai - 2:14.33
- 2012:  marathon van Ordos - 2:14.48
- 2012: 8e marathon van Taiyuan - 2:18.31
- 2012: 17e marathon van Amsterdam - 2:15.48
- 2014: 21e marathon van Dubai - 2:16.20

### veldlopen
- 2002: 9e WK junioren in Dublin - 23.50
- 2005: 4e WK in Saint Galmier - 35.37
- 2006: 39e WK in Fukuoka - 11.26
- 2006: 71e WK in Fukuoka - 38.19
- 2008: 42e WK in Edinburgh - 36.51